# Dagitábor (South Park)
A Dagitábor (Fat Camp) a South Park című rajzfilmsorozat 63. része (a 4. évad 15. epizódja). Elsőként 2000. december 6-án sugározták az Amerikai Egyesült Államokban.

## Cselekmény
|  | Alább a cselekmény részletei következnek! |

Az epizód elején az osztály (egy fatális tévedés következtében) védett lamantinokat boncol. Ezalatt, a Cartman család lakásán Mrs. Cartman, Dr. Doctor, Mr. Mackey, Mr. Garrison, Gerald és Sheila Broflovski, valamint Sharon és Randy Marsh gyűlik össze, akik aggódnak Eric túlsúlya miatt, ezért egy úgynevezett testsúlykarbantartó kezelésre küldik őt, akarata ellenére. South Parkban eközben Kenny, a többi diák pénzéért cserébe különféle undorító dolgokat művel, többek közt megeszi nyersen egy lamantin lépét, majd 20 dollárért a saját hányását is elfogyasztja.
Cartman nagy nehezen elfogadja a tábor viszontagságait és a többiek csodálatára vékonyan érkezik haza. Barátai azonban értetlenül figyelik, hogy a személyisége is megváltozott és például sokkal érettebb gondolkodású lett. A gyerekek kamatoztatni akarják Kenny „különleges” képességét, ezért fellépnek vele a Jézus és a Haverok című talkshowban, ahol Kenny élő adásban eszi meg egy kutya ürülékét. Jézusnak azonban nem tetszik a dolog, mivel szerinte Kenny furcsa dolgokat csinál pénzért, mint egy prostituált. Mivel a srácok nem tudják mit jelent az a szó hogy prostituált, Séf bácsihoz fordulnak segítségért, aki az ebédlőben James Taylorral kiegészülve elénekel nekik egy örömlányokat dicsérő dalt (mely nem nyeri el az igazgatónő tetszését).
Ezalatt a vékony Cartman különféle édességeket csempész be a valódi Eric Cartmannek, aki a többi túlsúlyos táborlakónak adja el őket jó pénzért. Cartman ugyanis korábban üzletet kötött egy drogrehabilitáción lévő fiúval, aki némi jutalékért cserébe édességeket szerez be neki South Parkból. Kennynek saját műsora indul „Őrült Kenny Show” névvel, ahol egereket evett és akkumulátorsavval mosott hajat, de a legújabb őrült vállalkozása, hogy Vackor néni méhében tölt el hat teljes órát. A dagitáborban minden szülő panaszkodni kezd, mivel a gyerekek nem fogytak semmit (természetesen nem tudnak Cartman tevékenységéről). Kennyt New Yorkban letartóztatják prostitúcióért (miután élő rádiós adásban orális szexben részesítette Howard Stern-t), így a műsor elúszni látszik, azonban a vékony Eric Cartman – akit időközben Kyle leleplezett, majd megzsarolta, hogy lebuktatja – veszi át Kenny helyét.
A táborban a többi gyerek bevallja, hogy az edzők jó munkát végeztek, de a Cartman által becsempészett édességeken éltek, ezért nem sikerült lefogyniuk. A szülők ezt meghallván adnak még egy esélyt a táborvezetőknek, akik Eric kivételével az összes gyereket visszafogadják. A Vackor néni méhében eltöltött 6 óra után az ál-Kenny holtan esik ki, azonban különös módon Vackor néniből még egy halott gyerek előkerül.

## Kenny halála
A valódi Kenny nem hal meg, de az ál-Kenny a nyomás miatt életét veszti Vackor néni méhében. Ezután van egy kis változás Stan és Kyle szokásos párbeszédében:
Stan: Istenem, kicsinálták Kennyt vagy kit!
Kyle: Jah, vagyis hogy kicsinálták Kenny hasonmását. Ti szemetek!

## Utalások
- Howard Stern műsorában Kenny mellett Johnny Knoxville és Tom Green is szerepel.
- Cartman céloz arra, hogy korábban a végbelén keresztül csempészett be dolgokat a börtönbe. Ez a Cartman súlyos bűne című részben történt.
- A kalóz-kísértet rejtélye epizódban szereplő „Antonio Banderas szexbábu” rövid időre megfigyelhető Howard Stern stúdiójában.

## Bakik
- Ms. Cartman szerint Eric az egyetlen túlsúlyos a családban, pedig Cartman rokonai (mint ahogy az a Boldog karácsonyt, Charlie Manson! című részben látható volt) mindannyian elhízottak.